# Saint-Sernin-du-Plain
Saint-Sernin-du-Plain ist eine französische Gemeinde mit 604 Einwohnern (Stand 1. Januar 2022) im Département Saône-et-Loire in der Region Bourgogne-Franche-Comté.

## Geografie
Die Gemeinde liegt 17 Kilometer nordöstlich von Le Creusot und etwa 25 Kilometer nordwestlich von Chalon-sur-Saône am Fuß des Mont Rome.

## Geschichte
Saint-Sernin wurde um eine Pfarrei aus dem 12./13. Jahrhundert gegründet. Die wirtschaftlichen Schwerpunkte waren im Mittelalter der Weinbau und die Landwirtschaft, im 19. und 20. Jahrhundert zusätzlich Industrie, v. a. der Abbau von Eisenerz im Weiler Mazenay. 1872 hatte die Gemeinde mehr als 2000 Einwohner.

### Bevölkerungsentwicklung
| Jahr      | 1962 | 1968 | 1975 | 1982 | 1990 | 1999 | 2007 | 2020 |
| Einwohner | 762  | 695  | 569  | 550  | 539  | 619  | 612  | 599  |

## Sehenswürdigkeiten
- Kirche Saint-Saturnin aus dem 12. und 13. Jahrhundert, seit 1987 als Monument historique eingeschrieben
- Mehrere Waschhäuser

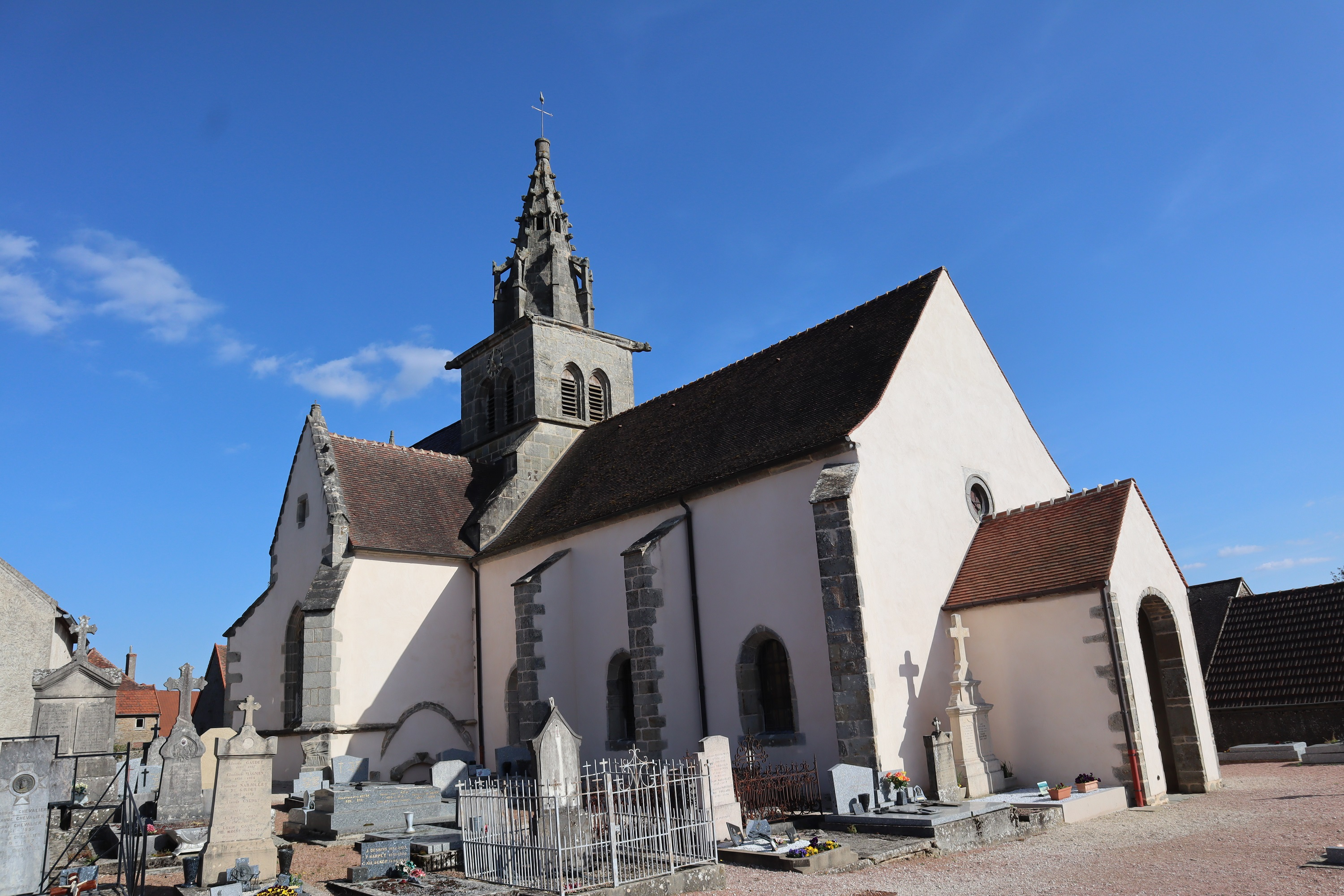
Kirche Saint-Saturnin
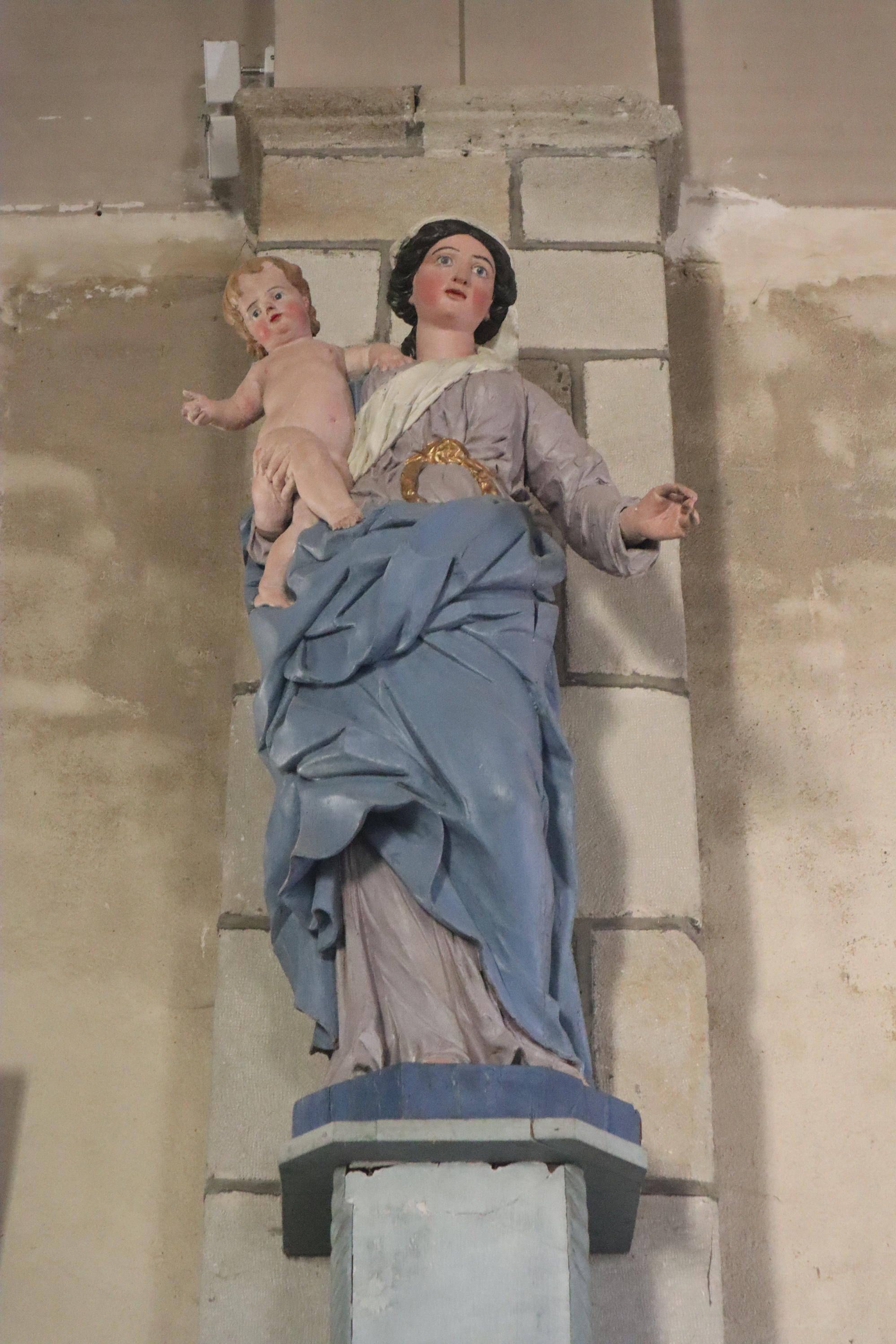
Statue Maria mit Jesuskind in der Kirche